# حبك نار (أغنية)

عبد الحليم حاقظ - حبك نار

حبك نار  أغنية مصرية غناها عبد الحليم حافظ عام 1959 من ألحان وتوزيع محمد الموجي وكلمات مرسي جميل عزيز ومدتها 8:44 دقيقة وصدرت ضمن ألبوم "أغانى فيلم حكاية حب" على اسطوانات شركة صوت الفن. ظهرت الأغنية في فيلم "حكاية حب" ونالت شهرة واسعة وقدمها عبد الحليم على المسرح في مناسبات مختلفة، كما قدم هاني شاكر  نسخته من الأغنية وأيضا قدمتها ليلى غفران وآخرين.

## إعداد الأغنية
قدم محمد الموجي مقدمة أغنية "حبك نار" لعبد الحليم حافظ وهو في فراش المرض، حسب "مجلة الإذاعة" الصادرة في مايو عام  1959، وأعجبت عبد الحليم وطلب من الموجي إنهاء اللحن سريعاً. حاول الموجي كثيراً إنهاء اللحن دون جدوى، وسافر إلى بورسعيد للبحث عن أجواء مختلفة قد تهديه إلى إكمال ما بدأه وفشل، وسارع بالسفر إلى الإسكندرية وهناك أتم اللحن. وقد انتهى الموجي من تلحينها في مدة عشرة أيام، بينما قام عبدالحليم حافظ بتسجيلها والاستعداد لها خلال 6 أشهر متصلة طلب خلالها من الموجي تغيير تلحين مقطع "يا مدوبني في أحلى عذاب ببعتلك بعينيّ جواب"، ولكن الموجى كان مقتنعا به، فطلب منه حليم السفر للعجمى فترة ليغير الكوبليه. عاد الموجى بعد فترة وسأله عبد الحليم: "غيرت"، فأجاب الموجي: "أيوه غيرت جو لكن ما غيرتش الكوبليه، ومش هاغيره وجرب غنيه في حفلة امام الجمهور قبل تصوير الأغنية ضمن فيلم حكاية حب"، وقام عبد الحليم بغناء "حبك نار" على المسرح ونال إعجاب الجمهور واستعادوه. أقتنع عبد الحليم بالكوبليه وقال للموجي: "شفت يا موجى الكوبليه اللي كنت عاوز تغيره نجح إزاي." وتضيف المجلة أن لحن الأغنية كان مبتكرا وجديدا، حيث تحرر الموجي من اللوازم الموسيقية، واستعان بالكورس بدلا منه. قال الموسيقار  محمد عبدالوهاب إن أغنية "حبك نار" تجعل الإنسان يصغى لها بكل جوارحه.

## الأغنية في الفيلم
كان عبد الحليم مريضا أثناء تصوير فيلم "حكاية حب"، واستمر العمل لمدة ستة أشهر في ستوديو مصر  وكانت أحداث الفيلم تتطلب أن يسقط عبد الحليم مغشيا عليه في نهاية أغنية "نار يا حبيبي" لكن ما حدث أنه سقط عدة مرات أثناء تصوير الأغنية وكان يسافر للعلاج في لندن ويعود ثم يسقط ثانية أثناء التصوير. وقالت مريم فخر الدين أن الفيلم كان أول لقاء لها مع عبد الحليم حافظ فنياً وانه وبالرغم من مرضه كان قمة في الأداء والتفاني في العمل. ونظراً لطول فترة التصوير وتوقفه مرات بسبب غياب عبد الحليم للعلاج فإن المخرج حلمي حليم طلب عدم إضافة أغنية خامسة للفيلم وهي "اسبقني ياقلبي" ولم يتم تصويرها في الفيلم حيث طالت مدته وأكتفي بالأربعة أغنيات: "بتلومونى ليه"، "فى يوم في شهر في سنة" وهما من تلحين كمال الطويل، و"حبك نار" من تلحين محمد الموجى، و"بحلم بيك" من ألحان منير مراد، ولكن صدر ألبوم الفيلم على أسطوانات صوت الفن يحتوي الأغنيات الخمسة. وعرض فيلم "حكاية حب"  بدار عرض سينما ريتس يوم 6 أبريل 1959.

## الأغنية على المسرح
نالت الأغنية شهرة عريضة وقدمها عبد الحليم حافظ مرات على المسرح، وقدمها في حضور جمال عبد الناصر في حفل نادي الشرطة بالأسكندرية  بحضور في 5 اغسطس 1959. كان الجمهور يطلب من عبد الحليم، أثناء وقوفه على المسرح، غناء "حبك نار" وكانت تحتاج إلى وجود كورال مصاحب وأيضاً ألة الجيتار ولكنه قدمها منفرداً نزولاً على رغبة الحضور كما حدث في حفل جمعية أصدقاء مرضى مستشفيات الأطفال بدار سينما قصر النيل  في يوم الخميس 12 مايو 1960، وصعد يومها ملحن الأغنية "محمد الموجي" على خشبة المسرح ليقدم عبد الحليم قائلاً: "أقدم لكم أخويا وحبيبي ونفسي عبد الحليم حافظ"، ورد عبد الحليم وقال إنه شعر قبل الحفل بشيء ينقصه وهكذا ذهب إلى بيت أخيه "محمد الموجي" واصطحبه إلى دار السينما.

## كلمات الأغنية
نار، نار، حبك نار، بعدك نار، قربك نار واكتر من نار

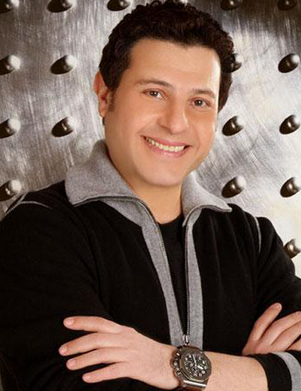
هاني شاكر

ليلى غفران - ألبوم جبار

نار يا حبيبي نار، نار يا حبيبي نار
نار يا حبيبي نار، نار يا حبيبي نار حبك نار، نار يا حبيبي
حبك نار) حبك نار مش عايز اطفيها ولا اخليها دقيقه تفوتني ما احسش بيهـا)
نار يا حبيبي) نار يا حبيبي نار صحتني نار خليتنى أحب الدنيا واعيش لياليها)
نار يا حبيبي نار
يا مدوبني في أحلى عذاب ببعتلك بعينيّ جواب مش لوم يا حبيبي ولا عتاب
مش أكثر من كلمـة آه يا حبيبي بحبك، آه آه يا حبيبي بحبك
نار يا حبيبي نار
آه لو تعرف اللى أنا فيه والشوق اللي غلبت اداريه كان قلبك يسهر لياليه مع قلبي
ويقول له آه يا حبيبي بحبك، آه آه يا حبيبي بحبك
نار يا حبيبي نار
نار يا حبيبي نار
بعدك نار قربك نار واكتر من نار
نار يا حبيبي نار، نار يا حبيبي نار
نار يا حبيبي نار، نار يا حبيبي نار حبك نار، نار، نار يا حبيبي  

## نسخة هاني شاكر
قدم هاني شاكر نسخة من أغنية "حبك نار" وغناها على المسرح مرات كثيرة كان أهمها في مهرجان أوربت الثالث للأغنية العربية الأردن عام 1998، كما قدمها في افتتاح مهرجان الموسيقى العربية بالاسكندرية، على مسرح سيد درويش "أوبرا الإسكندرية"، الخميس 12 يوليو 2012 وكانت المرة الأولى لوقوفه في مواجهة الجمهور بعد وفاة ابنته دينا في عام 2011 بعد الإصابة بسرطان المعدة.

## نسخة ليلى غفران
قدمت ليلى غفران نسختها من "حبك نار" ضمن ألبوم جبار الذي صدر 1995 ويحتوي 3 أغاني لعبد الحليم حافظ: "جبار"، و"كامل الأوصاف" بالإضافة إلى "حبك نار"، وغنتها في التلفزيون المصري ضمن برنامج "العاشرة مساءاً" وقدمتها على المسرح عدة مرات، كما تم تصوير فيديو كليب للأغنية لقناة مزيكا.

## نسخ أخرى
قدمت المغنية أصالة نصري أغنية "نار يا حبيبي" في برنامج تلفزيوني تناوله المعجبين بالنشر على موقع اليوتيوب عدة مرات، كما غناها محمد منير في مسلسل "على عليوة" للمخرج نور الدمرداش عام 1992. قدم الأغنية أحمد عفت  في حفل الأوبرا المصرية في احتفالية ذكرى ميلاد عبدالحليم حافظ بمسرح الجمهورية 2015، وقدمها أحمد محسن (مطرب فرقة أيامنا الحلوة) في البرنامج التلفزيوني (صاحبة السعادة) مع الإعلامية إسعاد يونس. أستخدم أحمد عدوية جملة من أغنية "حبك نار" ليقدم أغنيته "نار يا حبيبي نار فول بالزيت الحار"، وغناها في البرنامج التلفزيوني "حرب النجوم" مع "ديانا كرزون". كانت "حبك نار" هي الأغنية التي تداعب بها المعجبات الشاب "حسين" (أو عمر الشريف) في فيلم "إشاعة حب" للمخرج فطين عبد الوهاب عام 1960.

## وصلات خارجية
https://www.youtube.com/watch?v=N8cynvMrerk حبك نار (أغنية)
https://www.youtube.com/watch?v=JyTLhUyyBjw حبك نار (أغنية)
https://www.youtube.com/watch?v=5YSmhxQnszs حبك نار (أغنية)
https://www.youtube.com/watch?v=48OxRpP9S10 حبك نار (أغنية)
https://www.youtube.com/watch?v=E8Yesi9OaR8 حبك نار (أغنية)
https://www.youtube.com/watch?v=xiB5-F3k34A حبك نار (أغنية)
https://www.youtube.com/watch?v=T9lk5S1aHbM حبك نار (أغنية)
https://www.youtube.com/watch?v=YLQr2xjxbpw حبك نار (أغنية)